# حوزة الإمام أمير المؤمنين
حوزة الإمام أمير المؤمنين (البحرين)

## تعريف بالحوزة
حوزة الإمام أمير المؤمنين الدينية مؤسسة علمية دينية تقع في قرية المعامير من مملكة البحرين. أسسها الشيخ محمد جعفر آل سعيد عام 1420 هـ الموافق لـ 1999م، وذلك ضمن إنشاء جامع الإمام علي بن أبي طالب  ، حيث تضمن المشروع حوزة علمية دينية. وقد افتتح المشروع ليلة ميلاد أمير المؤمنين  من العام اللاحق.
	وإدراكًا من الحوزة لأهمية التعليم الحوزوي النسائي في المنطقة، فقد افتتحت الحوزة - بعد عامين لاحقين - فرعًا نسائيًا للحوزة، تديره هيئة نسائية متخصصة.
	رسالة الحوزة وغايتها نشر مبادئ الدين الحنيف وتعاليمه، وتعميم الحركة العلمية عبر تهيئة المناخ للبيئة التعليمية وتشجيع حركة التأليف والبحث العلمي.

## أنشطة الحوزة
وتمارس الحوزة نشاطاتها عبر عدة من الأقسام:

### الحوزة الرجالية
وهي اللبنة الأساسية في الحوزة، حيث تنتهج في التدريس المنهج الحوزوي التقليدي، لكن عبر إضافات منهجية تتمثل في عدد من الأمور: نظام السنوات الدارسية، وتحديث المناهج الدراسية وفقًا لمتطلبات العصر: كعلمي الاجتماع والنفس، والخطابة وأصول البحث العلمي وأصول تحقيق التراث العلمي وفنون التدريس وغيرها.
	وتحتوي الحوزة كذلك على مكتبة علمية مناسبة، تحوي مئات الكتب والمراجع العلمية المختلفة التخصصية، وعشرات المحتويات الإلكترونية من مسموع ومرئي وتفاعلي.
	وقد خرجت الحوزة مجموعةً من طلبة العلوم الدينية طيلة اثني عشرة عامًا من العطاء، ولا زالت ماضيةً قدمًا في ذلك.

### الحوزة النسائية
الحوزة النسائية هي الفرع النسائي للحوزة. وتمارس الحوزة النسوية نشاطاتها حاليًا عبر طرح البرامج الدينية الأكاديمية بدرجة الإجازة (البكالوريوس) حاليًا، على أمل التوسع لاحقًا. وكذلك تطرح برامجها التوعوية عبر إقامة الفعاليات الموسمية (كالموسم السنوي لذكرى الأربعين الذي يقام قبيل أربعينية الإمام الحسين) ، وطرح الدورات الدينية العامة والاختصاصية على مدار السنة.

### الموقع الإلكتروني
وهو الموقع الرسمي للحوزة، والذي يعد من أوائل بني نوعه، حيث أنشأ عام 1427هـ تقريبًا. ويحتوي الموقع الإلكتروني على أقسام عديدة. فيحتوي على الدروس الحوزوية التي تنتجها الحوزة ذاتيًا بجودة عالية، والتي بلغت زهاء الألف درس في مختلف العلوم، وقد أصدرت كذلك على شكل أقراص مضغوطة توزع على الطلاب. وكذلك في الموقع قسم المسائل والردود الدينية والتاريخية، وقسم المقالات الدينية العامة والتخصصية باللغات: (العربية، الإنكليزية، الفارسية، الفرنسية، الهندية وهي في تطور مستمر). ويحتوي الموقع كذلك على المكتبة المقروءة باللغات المذكورة نفسها، ويحتوي كذلك على المكتبة المسموعة من إنتاج الحوزة نفسها وغير ذلك.

### صدى الحوزة
وقد حرصت الحوزة منذ نشأتها على استخدام السبل الفضلى لإيصال المعارف الدينية، فقد أصدرت الحوزة بدءً من أعوامها الأولى مجلتها العلمية الثقافية تحت عنوان (صدى الحوزة)، وهي مجلة علمية مجازة - رسميًا - من قبل وزارة الإعلام، والتي تعد أول مجلة تصدرها حوزة علمية في المنطقة. وقد كانت تصدر مطبوعة حتى حلّت التكنولوجيا الحديثة مجال المطبوع، فصارت تصدر بنسختها الرقمية على الموقع الإلكتروني.

### تقويم الحوزة الدينية
وحرصًا من الحوزة على برامج الريادة المستمرة شرعت في إصدار تقويم المواقيت الشرعية والمناسبات التاريخية الإسلامية والذي كان غير سائد بكثرة آنذاك. وقد تطور التقويم المشار إليه تجاوبًا مع متطلبات المجتمع؛ فقد أصدر منه تقويم الأجهزة الذكية، والذي كان إصدارًا في بدايات ظهور الأجهزة الذكية - ولا زال -. بعدئذٍ تنوعت الإصدارات في التقويم، فأصبح يصدر بشكله الاعتيادي مضافًا لـ: التقويم الإلكتروني، والتقويم المكتبي الدائري (والذي يعرض المواقيت الشرعية دورانًا على أيام الأسبوع)، والتقويم العالمي الذي يمكن المستخدم من حساب الأوقات لمختلف أنحاء العالم وإخراجها بصورة ملائمة للطباعة والاستخدام، وغير ذلك من الخصيصات.
	ومؤخرًا، زرعت الحوزة بذرة موسوعية بإنشاء موقع اختصاصي تاريخي، يعرض للبحوث التاريخية والمناسبات والأحداث العالمية والإسلامية والعربية، وذلك في بنية برمجية قوية مهيأة للموسوعات. وقد أطلق عليه اسم سجل التاريخ.

### الحوزة مباشر Alhawza Live
إيمانًا من الحوزة بالدور المهم الأساسي الذي يمثله الإنترنت اليوم، حتى أضحى نافذًا عبر حدود المكان والزمان؛ أطلقت الحوزة في شهر ربيع الأول من عام 1436هـ الموافق يناير 2015م منصة بث المحتوى المسموع والمرئي بثًا مباشرًا على شبكة الإنترنت. وتتسم هذه المنصة (الحوزة مباشر) بسهولة الاستخدام ومواءمتها لكل الأجهزة الذكية، فلا يحتاج الطرفان (المستمع والباث) غير جهاز ذكي واتصال متوسط السرعة بالانترنت.
	ومنذ إطلاقها، تمكنت المنصة بحمد الله في غضون 10 أشهر من بث أكثر من 500 ساعة علمية متنوعة بين محاضرات فقهية وفكرية ودروس وغير ذلك، كل ذلك وفق برامج موسمية يِعلن عنها في وقتها.

## وصلات خارجية
- الموقع الرسمي لحوزة الإمام أمير المؤمنين
- موقع عهد التكليف التابع للحوزة